# Шимочешть
Шимочешть, Шимочешті (рум. Șimocești) — село у повіті Алба в Румунії. Входить до складу комуни Соходол.
Село розташоване на відстані 319 км на північний захід від Бухареста, 51 км на північний захід від Алба-Юлії, 69 км на південний захід від Клуж-Напоки, 149 км на північний схід від Тімішоари.

## Населення
За даними перепису населення 2002 року у селі проживали 46 осіб, усі — румуни. Усі жителі села рідною мовою назвали румунську.